# Kim Hong-bin
Kim Hong-bin (kor. 김홍빈; ur. 20 listopada 1964, zm. 19 lipca 2021) – południowokoreański alpinista i narciarz.
W 1991 roku stracił on wszystkie palce z powodu odmrożeń podczas wspinaczki na Denali.
W 2021 roku został pierwszą osobą niepełnosprawną, która zdobyła wszystkie ośmiotysięczniki.
19 lipca 2021 roku wracając ze szczytu Broad Peak wpadł w szczelinę lodowcową. Został uznany za zmarłego.

## Wejścia na ośmiotysięczniki
| Nr  | Szczyt (wysokość)       | Rok wejścia |
| --- | ----------------------- | ----------- |
| 1.  | Mount Everest (8848 m). | 2007        |
| 2.  | K2 (8611 m).            | 2012        |
| 3.  | Kanczendzonga (8586 m). | 2013        |
| 4.  | Lhotse (8516 m).        | 2017        |
| 5.  | Makalu (8485 m).        | 2008        |
| 6.  | Czo Oju (8188 m).       | 2011        |
| 7.  | Dhaulagiri (8167 m).    | 2009        |
| 8.  | Manaslu (8163 m).       | 2014        |
| 9.  | Nanga Parbat (8125 m).  | 2017        |
| 10. | Annapurna (8091 m).     | 2018        |
| 11. | Gaszerbrum I (8080 m).  | 2019        |
| 12. | Broad Peak (8051 m).    | 2021        |
| 13. | Gaszerbrum II (8034 m). | 2006        |
| 14. | Sziszapangma (8027 m).  | 2006        |